# Zawisza (Szare Szeregi)

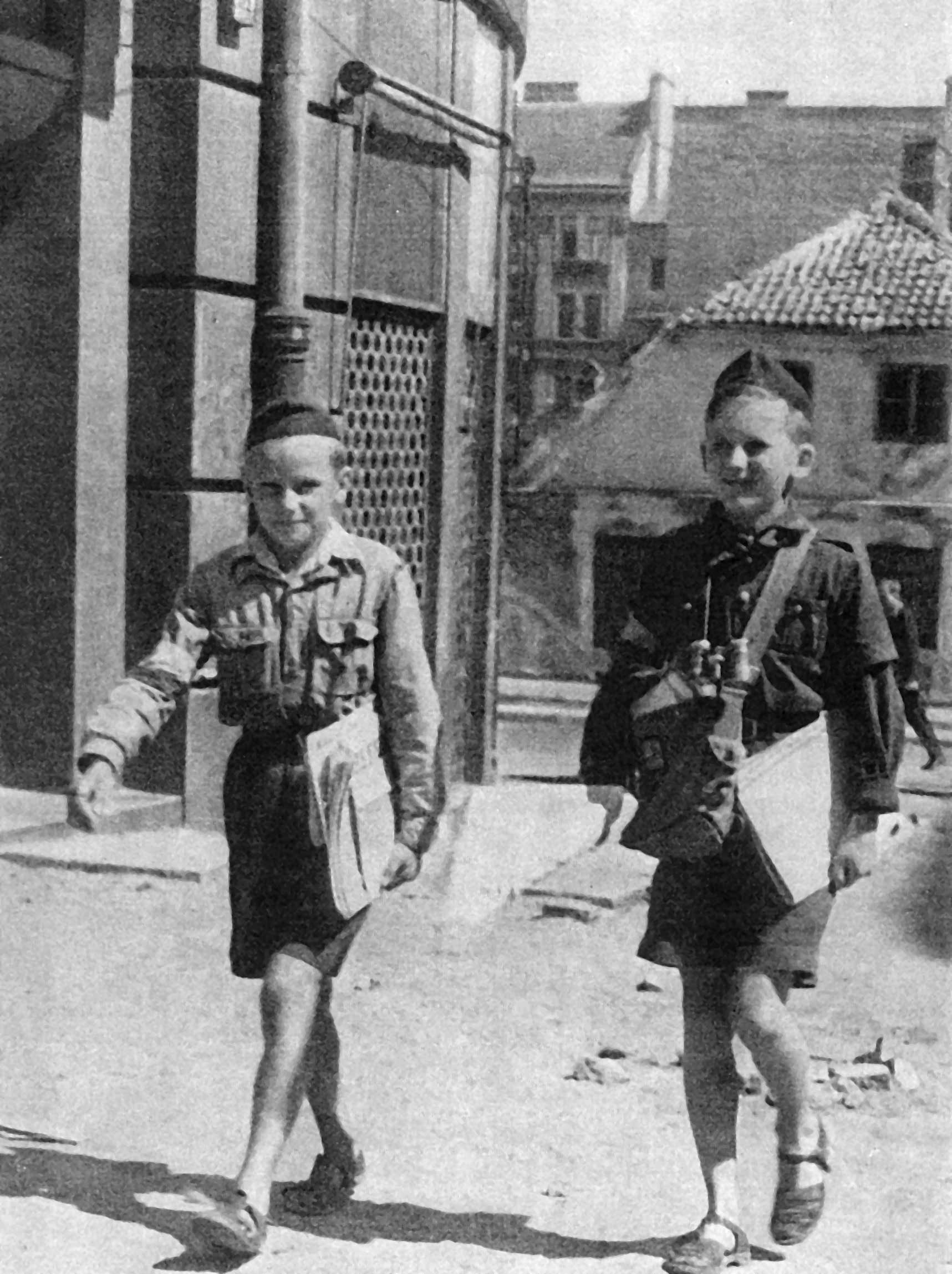
Zawiszacy z Harcerskiej Poczty Polowej podczas powstania warszawskiego

Zawiszacy – najmłodsza grupa metodyczna harcerzy Szarych Szeregów zrzeszająca chłopców i dziewczynki w wieku od 12 do 14 lat.
Podczas okupacji harcerze Zawiszy nie brali udziału w walce bieżącej, natomiast przygotowywali się do pełnienia służby pomocniczej, a nauką na tajnych kompletach – do odbudowy. Tworzyli nieomal normalne zastępy i drużyny harcerskie, przeprowadzające w mieszkaniach lub podmiejskich lasach zbiórki i zdobywające stopnie harcerskie.
Przygotowanie Drużyn Zawiszy do wojskowych służb pomocniczych oznaczono kryptonimem „Mafeking”. Na zawiszacką służbę pomocniczą składały się, zgodnie z ustalonym wspólnie ze sztabem Armii Krajowej programem, następujące prace:
- regulacja ruchu,
- łączność,
- ratownictwo.

W tym też kierunku następowało szkolenie młodych chłopców.
Podczas powstania warszawskiego członkowie Zawiszy zajmowali się łącznictwem i przenoszeniem meldunków.
Do najbardziej znanej akcji Zawiszaków należała zorganizowana w czasie powstania warszawskiego Harcerska Poczta Polowa, która zajmowała się roznoszeniem listów wśród ludności cywilnej, pozbawionej często możliwości skontaktowania się z bliskimi w innych dzielnicach walczącej Warszawy.